# 北康沃爾 (英國國會選區)
北康沃爾（英語：North Cornwall），英國國會一郡選區，包括英格蘭西南部康沃爾郡東北部。始設於1918年。
本區是自民黨和保守黨爭持的選區。自2005年任下議院議員、自民黨的丹·羅格森在2010年大選中以48.1%選票勝出該區連任。